# Bastien Sipielski

a Compétitions nationales et continentales officielles uniquement.

b Matchs officiels uniquement.
Bastien Siepielski, né le 28 février 1980 à Gonesse (Val-d'Oise), est un joueur professionnel français de rugby à XV, évoluant au poste de pilier. Il mesure 1,85 mètre pour 109 kg. 
Après avoir évolué à l'AS Montferrandaise, puis au Stade français CASG Paris, il poursuit sa carrière en Pro D2 au sein de l'effectif de l'Union Bordeaux Bègles, avant de passer au Union rugby Marmande Casteljaloux en Championnat de France de 1re division fédérale. il joue ensuite une saison en Fédérale 1 à Saint Médard rugby club puis au même niveau avec le club de Montluçon rugby. 

## Biographie
En novembre 2009, il est sélectionné avec l'équipe XV Europe pour affronter les Barbarians français  au Stade Roi Baudouin à Bruxelles à l'occasion du 75e anniversaire de la FIRA – Association européenne de rugby. Les Baa-Baas l'emportent 26 à 39.
Ses racines polonaises ont fait qu'il a aussi été sélectionné par l'Équipe de Pologne de rugby à XV, disputant cinq rencontres du tournoi des Six Nations C de 2011.